# Marjorie Wallace
Marjorie Wallace (Indianápolis, 23 de janeiro de 1954) é uma modelo e rainha da beleza dos Estados Unidos que venceu o concurso Miss Mundo 1973.   
Ela foi a primeira de seu país a vencer esta competição e a primeira a perder a coroa, pois em março de 1974 renunciou ao título alegando razões pessoais (ou foi destituída devido a escândalos). Mesmo assim, ainda é oficialmente a vencedora do concurso realizado, já que a organização decidiu não substituí-la por sua vice para o cumprimento das atividades.
É algumas vezes chamada na imprensa apenas como Marjie. 

## Biografia
Marjie nasceu em Indianópolis, Indiana, onde seus pais tinham uma indústria. Ela cresceu no subúrbio da cidade e seus pais se separaram quando ela tinha 14 anos de idade. Ainda na adolescência, mostrou seu "lado selvagem" e viajou repentinamente para Miami com uma amiga. Aos 17 anos se tornou guitarrista da banda "Pure Funk", além de começar a trabalhar como modelo em Chicago.

## Participação em concursos de beleza

### Miss Mundo EUA
Foi incentivada por um agente de modelos a participar do Miss Indiana World e depois do Miss World USA, os quais venceu. 

### Miss Mundo
Marjorie venceu o Miss Mundo aos 19 anos, derrotando outras 53 concorrentes no evento realizado no Royal Albert Hall em Londres em 23 de novembro de 1973. 

#### Escândalo: Marjorie perde a coroa
Exatos 104 dias depois de ter vencido o Miss Mundo, ela renunciou (ou foi destituída) ao título, após ser fotografada várias vezes, enquanto ainda namorava o piloto de F1 Formula 1 Peter Revson, com diversos homens, incluindo o tenista Jimmy Connors e o jogador de futebol George Best, do Manchester United, que depois de passar uma noite no apartamento de Marjorie foi acusado de roubar objetos de sua casa. Ao revistarem a residência de George, porém, as autoridades nada encontraram, mas a história tomou as manchetes mundiais, com "TVs internacionais cobrindo o escândalo",  escreveu a Comicus em 2019. "Ela me queria por eu ser George Best e eu queria porque ela era a Miss Mundo", admitiu ele anos depois.
O ápice dos escândalos foi, no entanto, sua relação com o cantor Tom Jones, após fotos dos dois juntos em Barbados e Las Vegas se tornarem públicas. Destituída da coroa, segundo a revista People em 2011, organizadores do concurso disseram "que ela falhou em atender os requerimentos básicos para o trabalho".
Em 1976, aos 22 anos, numa reportagem de capa chamada "Marjie e seus homens" ela falou para a People: "eu nunca fui do tipo de rainha da beleza chata".

## Vida após os concursos de beleza

### A morte de Revson
Peter Revson morreu num acidente alguns dias após ela renunciar e voltar para os Estados Unidos, o que a fez tomar uma overdose de remédios meses depois. "Nunca tentei o suicídio, mas estava deprimida e precisava de remédios para dormir", disse para a People em 1976. 

### Vida pessoal e profissional
De acordo com a People em 1976, ela e Connors se reencontraram em 1975 e um ano depois estavam morando juntos. 
Já em 2012 ela disse ao Sunday Mirror que ela e Tom Jones ainda era amigos, enquanto ele admitia que ela havia roubado seu coração.
Após sua volta aos EUA, foi para diversos programas de TV, como o Baretta e o Switch  e em 981 tornou-se âncora do programa Entertainment Tonight.
Casou-se duas vezes. 